# Kaj Gnudtzmann
Kaj Svane Gnudtzmann (Koppenhága, 1880. május 1. – Koppenhága, 1948. szeptember 22.) olimpiai ezüstérmes dán tornász.
Az 1906. évi nyári olimpiai játékokon indult tornában és csapat összetettben ezüstérmes lett. (Később ezt az olimpiát a Nemzetközi Olimpiai Bizottság nem hivatalosnak nyilvánította)
Klubcsapata a Polyteknisk Gymnastikforening volt.